# 돌산중앙중학교
돌산중앙중학교(突山中央中學校)는 대한민국 전라남도 여수시 돌산읍 둔전리에 있는 공립 중학교이다.

## 학교 연혁
- 1971년 1월 16일 : 여천돌산 중앙중학교로 설립인가
- 1971년 3월 10일 : 초대 정원조 교장 취임
- 1971년 3월 10일 : 개교
- 2000년 3월 1일 : 돌산중앙중학교로 교명 변경
- 2025년 1월 10일 : 제52회 7명 졸업(총 5,614명)
- 2025년 3월 1일 : 제24대 이종근 교장 부임

## 참고 자료
- 돌산중앙중학교 - 한국교육학술정보원 학교알리미